# إرنست لي توماس
إرنست لي توماس (بالإنجليزية: Ernest Lee Thomas)‏ هو ممثل أمريكي، ولد في 26 مارس 1949 في الولايات المتحدة.

## أعمال

### أفلام
- (1992) مالكوم إكس[3]
- (2009) أشخاص ظرفاء[4]

## وصلات خارجية
- إرنست لي توماس على موقع IMDb (الإنجليزية)
- إرنست لي توماس على موقع ألو سيني (الفرنسية)
- إرنست لي توماس على موقع أول موفي (الإنجليزية)
- إرنست لي توماس على موقع قاعدة بيانات الأفلام السويدية (السويدية)
- إرنست لي توماس على موقع إن إن دي بي (الإنجليزية)
- إرنست لي توماس على موقع قاعدة بيانات الفيلم (الإنجليزية)
- إرنست لي توماس على موقع كينوبويسك (الروسية)